# 스타게이트 인피니티
《스타게이트 인피니티》(Stargate Infinity)는 2002년부터 2003년까지 방영된 SF 애니메이션이다. 《스타게이트》 시리즈에 해당한다.